# Kuenckeliana dubia
Kuenckeliana dubia är en skalbaggsart som beskrevs av Künckel D'herculais 1887. Kuenckeliana dubia ingår i släktet Kuenckeliana och familjen Melolonthidae. Inga underarter finns listade i Catalogue of Life.